# Judith Szűcs

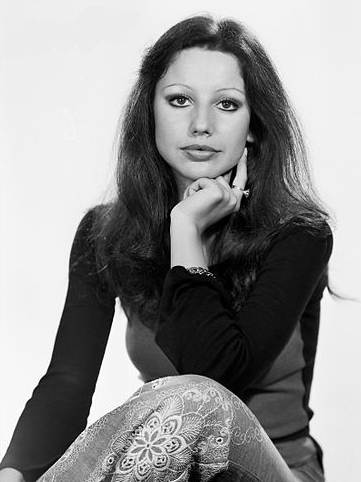
Judith Szűcs

Judith Szűcs (* 15. August 1953 in Budapest) ist eine ungarische Schlagersängerin, die im deutschsprachigen Raum durch die Fernsehsendung Ein Kessel Buntes bekannt wurde. 1978 veröffentlichte sie ein Album, das mit Gold und später mit Platin ausgezeichnet wurde.

## Leben
Judith Szűcs lernte Friseurin und nahm Gesangsunterricht. Sie sang im Chor „Frühling ’67“. 1972 erreichte sie den ersten Platz bei „Wer weiß was“. In Ungarn wurde sie als Discokönigin bezeichnet. 1980 unterschrieb sie einen Plattenvertrag bei EMI Electrola und 1999 gründete sie ihren eigenen Musikverlag. Bekannt waren ihre Lieder in Österreich, der DDR, der Sowjetunion, in Irland, Japan, Kuba und in den USA.
Ihr Bruder ist der ungarische Gitarrist Antal Gábor Szűcs.

## Bekannte Lieder
Bekannte Lieder sind Dieser Tag (1977), Manchmal träum’ ich noch von dir (1977), Regen im Tanz (1977), Schornsteinfeger küsse ich nicht (1976), Was ist denn dabei (1977), Du, es tut mir leid (1978), Táncolj még! (1978), Zum Teufel mit Napoleon (1978), Forever (1979), Zorbas Lied (1980), Ein Mädchen singt und tanzt (1980), Das ist ein schöner Tag (1980), Wir hatten einen Sommer Zeit (1980), Wie Samt so war die Nacht (1980), Seit dieser Nacht (1981), Wenn ich jetzt geh´ (1981), Ein Mann wie du (1981), Komm lass ihn (1981), Deine Stadt ist mir fremd (1982), Am Morgen eines neuen Tages (1982), Itt a karácsony (1983), She’s A Breakdancer (Body To Body) (1984), Tanz’ heut’ abend (1984), Sehnsucht nach ´nem Bett (1986), Auf der Sonnenseite (1987).

## Diskografie

### LP
- 1978: Táncolj még!
- 1979: Judith
- 1980: Meleg az éjszaka
- 1981: Ilyen ma egy lány
- 1982: Kihajolni veszélyes
- 1983: Szeverevetlevek
- 1985: Tudod, a tiéd vagyok
- 1986: Szűcs Judith
- 1988: Én vagyok én
- 1990: Rumeláj
- 1991: Valami forró

### CD
- 1992: Diszkó klasszikusok magyarul (MAHASZ: #28)
- 1995: Ugye táncolsz még
- 1998: Együtt a szerelemért
- 1999: Kezdjünk új életet
- 2000: Slágerek
- 2001: Szenvedély
- 2002: Slágerek 2.
- 2004: Ne játssz a szívemmel

Auswahlalben – auf CD
- 2010: Szerelmeim
- 2017: 45 év száguldás
- 2017: Hozd el a holnapot! – Haupttitel: Táncra fel! Szűcs Judith, Soltész Rezső, Delhusa Gjon – 3CD (Reader’s Digest)

CD-Maxi-Singles
- 1993: Ölelj szorosan át
- 2007: Elvarázsoltál

Singles
- 1972: Szólj már, vagy kiabálj
- 1972: Majd megfordul a szél
- 1972: Egy csöpp kis előleg / Rossz madár
- 1973: Nekem csak vele kell a szerelem
- 1973: Álmos hajnalok / Valami szépet
- 1973: Fiú, az önzésed unom már
- 1973: Mitől – mitől?
- 1973: Ne bántsd a csendet!
- 1973: Már látom én / Búcsúdal
- 1974: Kékszárnyú lepke / Még most sem olyan könnyű
- 1974: Az én kedvesem
- 1974: Kedvesem sose félj
- 1975: Hová sietsz?
- 1975: Piros kardvirág
- 1977: Mondd azt / Éjfél után
- 1977: Ne indulj hosszú útra!/ Boldog vasárnap
- 1977: Tépj egy szál virágot
- 1977: Táncolj még!
- 1979: A fotós / Hozzád szól
- 1979: Mammy Good Night / A Tender Loving Touch
- 1979: Mikor téged várlak / Álom, kedves álom
- 1982: Unsent Letter / I’m Shi-shi-shivering
- 1982: Sexy Tonight / Down, down, down
- 1985: Ő az életem / Csak diliből mondtam
- 1989: Rumeláj / Belelóg a kalapom az arcomba
- 1989: Rumelaj (englisch)
- 2018:  Disco Danube,  Talking Drums (5) – Talking Drums Vol. 2[1]

## Auszeichnungen
- 1972: Sie gewann den nationalen Wettbewerb für die Suche nach beliebten Talenten Ki mit tud? (wörtlich: Wer weiß was?) in der Kategorie „Tanzmusik“ und „Chorgesang“
- 1973: 3. Preis beim populären Musikfestival Golden Orpheus in Bulgarien
- 1975: 2. Preis beim populären Musikfestival in Lavallette (Malta)
- 1977: 3. Preis beim Musikfestival Metronóm (Ungarn)
- 1979: Cavan International Song Contest – Professor Armand Moren Preis für Die beste Gesangsleistung
- 1979: beim Tokyo Yamaha Music Festival erhält sie den Titel „The Beautiful Lady“
- 1979: Preis des Verlegers Hungaroton – „Pepita Oroszlán“ für das meistverkaufte Album im Ausland
- 1980: Preis Nivo für eine Fernsehsendung Űrdiszkó (wörtlich: Weltraum Disco)
- 1983: 1. Preis und Grand Prix beim Neewollah Festival (Kansas, USA)
- 1978, 1979, 1980, 1983: „Sängerin des Jahres“ Titel auf einer bundesweiten Umfrage basiert Pop-meccs werden die Ergebnisse von denen jährlich in der Kulturzeitschrift Pesti Műsor veröffentlicht
- 1983: Album Táncolj még! erreichte die Grenze von 250.000 verkauften Einheiten und wurde zu einem Platinalbum
- Gold Plates – gewann die Künstlerin für diese Alben: Táncolj még! (1978), Judith (1979), Meleg az éjszaka (1980), Ilyen ma egy lány (1981), Kezdjünk új életet (1999)
- 2008:  Preis Prima für eine lebenslange Arbeit